# San Carlos Condote
San Carlos Condote es un barrio perteneciente al distrito Carretera de Cádiz de la ciudad andaluza de Málaga, España. Según la delimitación oficial del ayuntamiento, limita al norte con el barrio de Dos Hermanas; al este, con los barrios de Regio y 25 Años de Paz; al sur limita con los barrios de Girón y Haza Honda; y al oeste, con el barrio de El Torcal.

## Transporte
En autobús queda conectado mediante las siguientes líneas de la EMT: 
| Línea | Trayecto                                        | Recorrido | Frecuencia                                     |
| ----- | ----------------------------------------------- | --------- | ---------------------------------------------- |
| 1     | Parque del Sur - Avda. Europa (San Andrés)      | Recorrido | 8-9 minutos                                    |
| 3     | Paseo del Parque - Puerta Blanca                | Recorrido | 8 minutos                                      |
| 10    | Alameda Principal - Churriana                   | Recorrido | 25-30 minutos                                  |
| 15    | La Virreina - Santa Paula                       | Recorrido | 11-12 minutos                                  |
| 16    | Paseo del Parque - La Térmica                   | Recorrido | 12-13 minutos                                  |
| 19    | Paseo del Parque - Aeropuerto                   | Recorrido | 30-35 minutos                                  |
| 22    | Avda. Molière - Universidad                     | Recorrido | 10 minutos (16-18 minutos en época no lectiva) |
| 27    | Avenida M. A. Heredia - Polígono I. Guadalhorce | Recorrido | 70-80 minutos                                  |
| 31    | Alameda Principal - Mainake                     | Recorrido | 18-25 minutos                                  |
| N1    | Puerta Blanca - El Palo                         | Recorrido | 25 minutos                                     |